# Estreito de Belle Isle

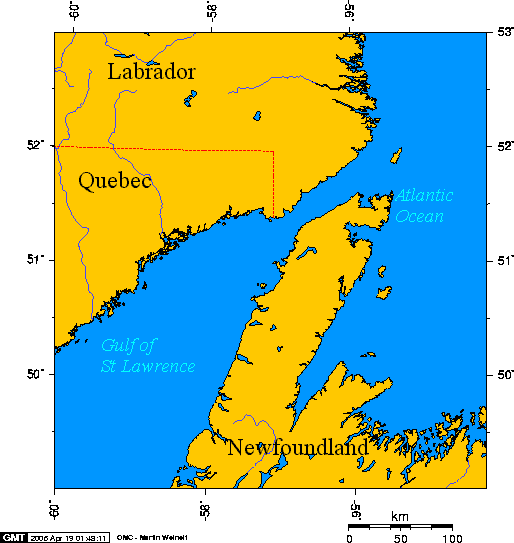
Estreito de Belle Isle

O Estreito de Belle Isle (em francês:  détroit de Belle Isle), por vezes chamado como Estreitos de Belle Isle ou como Estreitos do Labrador) é um estreito no leste do Canadá que separa a Península do Labrador da ilha da Terra Nova, na província de Terra Nova e Labrador. 
Tem cerca de 125 km de comprimento e a sua largura varia entre 15 km e 60 km, com média de 18 km. A navegação no estreito pode ser extremamente perigosa devido às correntes e marés que interagem com a Corrente do Labrador, à variação da profundidade, ao gelo que o cobre 8 a 10 meses por ano e às más condições do tempo, incluindo nevoeiro e ventos muito fortes.
O estreito é a saída norte do golfo de São Lourenço, sendo as restantes saídas o estreito de Cabot e o estreito de Canso.  